# Uzbekistansk som
Uzbekistansk som (uzbekiska: so‘m eller сўм), ibland transkriberat som sum eller soum,  är den valuta som används i Uzbekistan i Asien. Valutakoden är UZS. 1 som = 100 tyiyn.
Valutan infördes den 1 juli 1994. Den ersatte då den tidigare som som införts 15 november 1993 och i sin tur då ersatt den ryska rubeln. En första som infördes åren 1918–1923. Vid senaste bytet var omvandlingen 1 UZS = 1000 som.

## Användning
Valutan ges ut av Central Bank of the Republic of Uzbekistan / O'zbekiston Respublikasi Markaziy banki - OBU, som grundades 1993 och har huvudkontoret i Tasjkent.

## Valörer
- Mynt: 1, 5, 10, 25, 50 och 100 som
- Underenhet: inga tyiynmynt
- Sedlar: 1, 3, 5, 10, 25, 50, 100, 200, 500, 1000, 5000, 10000, och 50000 UZS

Fram till 2013 var 1000 UZS den största sedeln, och under 2013 var den värd cirka 4 kronor. Detta gjorde kontanthanteringen praktiskt besvärlig, och även vardagliga transaktioner involverade tjocka sedelbuntar. 2013 infördes sedlar på 5000 UZS, och 2017 sedlar på 10000 och 50000 UZS. Den sistnämnda var då värd cirka 60 kronor (kurs i okt 2018: 1 USD=ca 8200 som). Sedlar under 200 som är ovanliga och tas ofta inte emot.

## Källhänvisningar
1. ↑  "Uzbek currency". Orexca.com. Läst 17 december 2014. (engelska)
2. ↑  "Uzbekistan Currency". Advantour.com. Läst 17 december 2014. (engelska)